# Bill Fitch
William Charles Fitch, detto Bill (Davenport, 19 maggio 1932 – Conroe, 2 febbraio 2022), è stato un allenatore di pallacanestro e dirigente sportivo statunitense, professionista nella NBA.
Prima di entrare nel'NBA, ha allenato a livello NCAA presso l'Università del Minnesota, la Bowling Green State University, l'Università del North Dakota e la sua alma mater, il Coe College. Le squadre di Fitch si sono qualificate due volte per il torneo NCAA. Ha vinto il Chuck Daly Lifetime Achievement Award per la stagione NBA 2012-13.
Fitch era un istruttore di esercitazione del Corpo dei Marines degli Stati Uniti, un fatto che Larry Bird ha accreditato nel suo libro Drive: The Story of My Life come un motivo importante per la forte etica del lavoro di Bird. Bill Fitch è stato eletto nella National Basketball Hall of Fame nel 2019.

## Carriera
Durante i suoi 25 anni di carriera da allenatore professionista, Fitch è stato spesso assunto nel tentativo di migliorare le squadre in difficoltà. Sebbene Fitch sia attualmente al decimo posto tra gli allenatori NBA nel numero di vittorie di tutti i tempi (con 944), è anche al secondo posto nelle sconfitte di tutti i tempi (con 1 106) dietro a Lenny Wilkens. Nel 1996 Fitch è stato nominato uno dei dieci migliori allenatori di tutti i tempi della NBA. Nel 2016, Fitch è stato premiato con una panchina onoraria dalla Hall of Fame, che circonda una statua di James Naismith insieme ad altre panchine in granito in onore di grandi allenatori, grazie a una donazione di 150 000 dollari di Rick Carlisle.

## Statistiche

### Allenatore
| Stagione | Squadra             | Regular Season | Regular Season | Regular Season | Regular Season | Regular Season          | Post Season                                                   |
| Stagione | Squadra             | V              | P              | % V            | G              | Posizione finale        | Post Season                                                   |
| -------- | ------------------- | -------------- | -------------- | -------------- | -------------- | ----------------------- | ------------------------------------------------------------- |
| 1970-71  | Cleveland Cavaliers | 15             | 67             | 18,3           | 82             | 4º in Central Division  | Manca i play-off                                              |
| 1971-72  | Cleveland Cavaliers | 23             | 59             | 28,0           | 82             | 4º in Central Division  | Manca i play-off                                              |
| 1972-73  | Cleveland Cavaliers | 32             | 50             | 39,0           | 82             | 4º in Central Division  | Manca i play-off                                              |
| 1973-74  | Cleveland Cavaliers | 29             | 53             | 35,4           | 82             | 4º in Central Division  | Manca i play-off                                              |
| 1974-75  | Cleveland Cavaliers | 40             | 42             | 48,8           | 82             | 3º in Central Division  | Manca i play-off                                              |
| 1975-76  | Cleveland Cavaliers | 49             | 33             | 59,8           | 82             | 1º in Central Division  | Sconfitto alle Finali di Conference dai Celtics (2-4)         |
| 1976-77  | Cleveland Cavaliers | 43             | 39             | 52,4           | 82             | 4º in Central Division  | Sconfitto al primo round dai Bullets (1-2)                    |
| 1977-78  | Cleveland Cavaliers | 43             | 39             | 52,4           | 82             | 3º in Central Division  | Sconfitto al primo round dai Knicks (0-2)                     |
| 1978-79  | Cleveland Cavaliers | 30             | 52             | 36,6           | 82             | 4º in Central Division  | Manca i play-off                                              |
| 1979-80  | Boston Celtics      | 61             | 21             | 74,4           | 82             | 1º in Atlantic Division | Sconfitto alle Finali di Conference dai 76ers (1-4)           |
| 1980-81  | Boston Celtics      | 62             | 20             | 75,6           | 82             | 1º in Atlantic Division | Campione NBA                                                  |
| 1981-82  | Boston Celtics      | 63             | 19             | 76,8           | 82             | 1º in Atlantic Division | Sconfitto alle Finali di Conference dai 76ers (3-4)           |
| 1982-83  | Boston Celtics      | 56             | 26             | 68,3           | 82             | 2º in Atlantic Division | Sconfitto alle Semifinali di Conference dai Bucks (0-4)       |
| 1983-84  | Houston Rockets     | 29             | 53             | 35,4           | 82             | 6º in Midwest Division  | Manca i play-off                                              |
| 1984-85  | Houston Rockets     | 48             | 34             | 58,5           | 82             | 2º in Midwest Division  | Sconfitto al primo round dagli Jazz (2-3)                     |
| 1985-86  | Houston Rockets     | 51             | 31             | 62,2           | 82             | 1º in Midwest Division  | Sconfitto alle NBA finals dai Celtics (2-4)                   |
| 1986-87  | Houston Rockets     | 42             | 40             | 51,2           | 82             | 3º in Midwest Division  | Sconfitto alle Semifinali di Conference dai SuperSonics (2-4) |
| 1987-88  | Houston Rockets     | 46             | 36             | 56,1           | 82             | 4º in Midwest Division  | Sconfitto al primo round dagli Mavericks (1-3)                |
| 1989-90  | N.J. Nets           | 17             | 65             | 20,7           | 82             | 6º in Atlantic Division | Manca i play-off                                              |
| 1990-91  | N.J. Nets           | 26             | 56             | 31,7           | 82             | 5º in Atlantic Division | Manca i play-off                                              |
| 1991-92  | N.J. Nets           | 40             | 42             | 48,8           | 82             | 3º in Atlantic Division | Sconfitto al primo round dagli Cavaliers (1-3)                |
| 1994-95  | L.A. Clippers       | 17             | 65             | 20,7           | 82             | 7º in Pacific Division  | Manca i play-off                                              |
| 1995-96  | L.A. Clippers       | 29             | 53             | 35,4           | 82             | 7º in Pacific Division  | Manca i play-off                                              |
| 1996-97  | L.A. Clippers       | 36             | 46             | 43,9           | 82             | 5º in Pacific Division  | Sconfitto al primo round dagli Jazz (0-3)                     |
| 1997-98  | L.A. Clippers       | 17             | 65             | 20,7           | 82             | 7º in Pacific Division  | Manca i play-off                                              |
|          | Carriera            | 994            | 1 106          | 46,0           | 2 050          |                         |                                                               |

## Palmarès
- Campionato NBA: 1

Boston Celtics: 1981
- 2 volte NBA Coach of the Year (1976, 1980)
- Allenatore all'NBA All-Star Game (1982)
- Inserito tra i Top 10 Coaches in NBA History nel 1996